# Brugg (stacja kolejowa)
Brugg (niem: Bahnhof Brugg) – stacja kolejowa w Brugg, w kantonie Argowia, w Szwajcarii. Została otwarta w 1856 roku i do 1863 roku leżał na terenie sąsiedniej gminy Windisch. Dziś granica biegnie między gminami częściowo na skraju torów. Stacja Brugg jest węzłem trzech linii kolejowych. Najważniejsza jest Bözbergstrecke między Zurychem i Bazyleą. Pozostałe trasy biegną Aaretal do Aarau i Birrfeld do Lenzburg.

## Pociągi
obsługuje pociągi ekspresowe do Bazylei, Berna, Zurychu oraz głównego lotniska w Zurychu. Linia S29 S-Bahn Argowia kursuje od Turgi przez Brugg do Aarau i godzinach szczytu do Olten-Langenthal. Linia S23 S-Bahn Argowia kursuje od Baden przez Brugg, Lenzburg, Aarau i Olten do Langenthal. Brugg jest również pętla linii S12 S-Bahn w Zurychu.

## Linie kolejowe
- Bözbergstrecke
- Brugg – Hendschiken
- Baden – Aarau